# Igli Tare
Igli Tare (25 de julio de 1973, Vlorë) es un exfutbolista albanés.
Después de jugar una temporada en su país nativo para el FK Partizani se traslada a Alemania donde juega para varios equipos de la Bundesliga incluyendo el Karlsruher SC y el 1. FC Kaiserslautern. 
En 2001 paso al fútbol italiano donde jugó en varios equipos como el Brescia Calcio, Bologna Football Club y Cagliari. De 2006 a 2008 jugó en SS Lazio, donde se retiró como futbolista.
Ha sido seleccionado de Albania en 43 oportunidades desde 1997 hasta 2007, anotando 10 goles. Además fue el capitán albanés durante un buen periodo de tiempo.
Actualmente se desempeña como coordinador del área técnica del AC Milán

## Trayectoria
| Club                  | País     | Año       |
| --------------------- | -------- | --------- |
| KF Partizani          | Albania  | 1993-1994 |
| Waldhof Mannheim      | Alemania | 1994-1995 |
| Ludwigshafen          | Alemania | 1995-1996 |
| Karlsruher SC         | Alemania | 1996-1997 |
| Fortuna Düsseldorf    | Alemania | 1997-1999 |
| 1. FC Kaiserslautern  | Alemania | 1999-2001 |
| Brescia               | Italia   | 2001-2003 |
| Bologna Football Club | Italia   | 2003-2005 |
| SS Lazio              | Italia   | 2005-2008 |